# Piloto (Metástasis)
«Piloto» es el primer episodio de la primera temporada de Metástasis.
'Walter Blanco', profesor de química en un colegio, descubre que tiene cáncer pulmonar y decide trabajar junto con un 'ex-alumno' elaborando metanfetamina de alta calidad para poder ganar dinero para que su familia se mantenga.

## Introducción
Un hombre vestido únicamente con calzoncillos y con una máscara antigás conduce un autobús por una solitaria carretera en medio del desierto de Bogotá, Colombia. En el asiento del pasajero hay otro hombre que también tiene puesta una máscara antigás, sin embargo está inconsciente con la cabeza en el salpicadero.
Dos cuerpos se deslizan por el suelo del autobús hasta que el vehículo se desvía y colisiona en una zanja. El desesperado conductor sale del autobús, se pone la camisa que cuelga del espejo lateral y luego vuelve a entrar para tomar una cámara de vídeo, su cartera y una pistola.
El hombre se identifica como 'Walter Blanco' y empieza a grabar un críptico mensaje final para su mujer Cielo y su hijo Walter Jr. Al terminar, Walter deja la cartera junto con la cámara en el suelo, se pone en la carretera y apunta la pistola mientras el ruido de sirenas de vehículos se va acercando.

## Historia
Tres semanas antes de lo ocurrido en la introducción, 'Walter' despierta el día que cumple 50 años. En el desayuno, su mujer 'Cielo' le prepara un plato con huevos y varias lonchas de bacon vegetal que forman un "50". Su hijo 'Walter Jr.' se acerca y se queja del olor del bacon vegetal.
Tras el desayuno, Walter deja a Walter Jr. en el colegio Los Monarcas, el mismo lugar en el que trabaja como profesor de química. Más tarde ese mismo día, un 'alumno irrespetuoso' de Walter lo encuentra trabajando en un lavadero de autos (donde trabaja para ganar más dinero). Resulta humillante para Walter ya que el alumno se ríe y le toma fotos con su móvil.
Al regresar a casa, Walter se encuentra con una fiesta sorpresa de cumpleaños que preparada por Cielo. Entre los invitados está el cuñado de Walter y agente de la Policía de Antinarcóticos, 'Henry Navarro', quien prepara la televisión ya que él mismo aparece en las noticias por interceptar un laboratorio de metanfetamina. Walter pregunta a Henry por la cantidad de dinero recogido en el laboratorio y Henry le dice que han sido $120,000,000 y 100,000 dólares. Henry invita a Walter a que lo acompañe a una redada cuando él quiera. Mientras tanto, en la cocina, 'María', hermana de Cielo y mujer de Henry, le hace compañía a su hermana.
Al otro día en el lavadero de autos, Walter se acaba desmayando y tiene que ser llevado por una ambulancia a un hospital. Allí, un doctor le da las malas noticias: Walter tiene un inoperable cáncer pulmonar. A pesar de parecer ausente y bloqueado tras oír aquello, él lo entiende todo y es consciente de que en el mejor de los casos, con la quimioterapia podrá vivir un par de años. Al regresar a casa, Walter no se lo cuenta a Cielo.
Otra vez en el lavadero, Walter pierde la paciencia cuando su jefe 'Ramiro' le ordena que salga a limpiar autos otra vez. Walter lo insulta, golpea varios objetos del escaparate haciendo que se caigan, le grita «¡Lave estas!» (mientras se agarra la entrepierna) y sale de allí. En este momento comienza la transformación de Walter Blanco.
Walter decide aceptar la invitación de Henry a una redada de Antinarcóticos y tiene que esperar dentro del auto mientras varios hombres armados entran al edificio para capturar a los criminales. Durante la espera, Walter ve cómo un exalumno suyo, 'José Miguel Rosas', escapa vestido solo con calzoncillos por la ventana de una casa cercana a la redada. Rosas se cae de la ventana y una mujer desnuda le tira su ropa para que la tome.
José Miguel descubre que lo observa atónito su exprofesor y le pide silencio mientras corre a su auto. Walter sale del auto y observa como se va José Miguel.
Por la noche, Walter va a la casa de José Miguel y le propone un trato: o se convierten en compañeros, o lo entregara a Antinarcóticos. «Usted conoce el negocio, yo conozco la química», le dice Walter.
Creada esta particular alianza, Walter roba del colegio varios instrumentos del departamento de química que servirán para cocinar drogas. Después, Walter saca todos sus ahorros del banco y se los da a Rosas para que compre un autobús express, para un laboratorio móvil que será más difícil de detectar.
Los dos conducen hacia el desierto, Walter se quita su camisa y sus pantalones y los cuelga del espejo lateral del autobús (para que la ropa no huela a un laboratorio de metanfetamina) y, tras un riguroso proceso, cocina el cristal más puro visto por José Miguel, quien acaba diciéndole que es un artista.
José Miguel lleva una muestra a 'El Loco', un traficante de drogas que, además, es el primo de su excompañero 'Emilio Molina'. Sin embargo, allí descubre que Emilio ya está fuera de la cárcel porque le pagaron la fianza y además cree que José Miguel fue el que le delató. José Miguel es forzado a llevarlos al autobús donde espera Walter; a quien El Loco empieza a proponerle un trato, pero Emilio reconoce a Walter de la redada de Antinarcóticos y ambos preparan sus pistolas y amenazan con matarles.
José Miguel le grita a Walter para que trate de escapar y empieza a correr, pero tropieza y se golpea la cabeza con una roca, quedándose inconsciente. Walter les propone a los dos primos un trato: les enseñará su formula para cocinar a cambio de salir de allí ileso.
Emilio ata a Rosas y luego empieza a fumar un cigarrillo y se reúne con El Loco y con Walter dentro del autobús. Walter se queja del cigarrillo y El Loco le pide a Emilio que lo tire, por lo cual Emilio lo tira por la ventana del autobús.
El cigarrillo provoca un pequeño incendio en los arbustos en los que cae. Mientras tanto, Walter mezcla elementos químicos y provoca una explosión que deriva en un gas que provoca la muerte de todo el que lo respire (Fosfano). Al haber pillado desprevenidos a los dos hombres con la explosión, Walter es capaz de salir corriendo del autobús y bloquear la puerta desde afuera para que ellos no puedan escapar.
Uno de los dos dispara cinco veces a la puerta y Walter se esfuerza en contener la respiración para no respirar el gas a la vez que bloquea la puerta. Cuando los dos hombres parecen haber muerto en el interior, Walter corre a donde está José Miguel, lo desata y lo lleva al asiento del pasajero en el autobús.
Ya en el mismo momento de la introducción, las sirenas de autos se acercan a donde está Walter, quien intenta dispararse a sí mismo en la cabeza pero resulta que el seguro está puesto. Al tratar de desbloquearlo, lo único que consigue es, sin querer, un disparo en vano. De repente, en vez de la policía, aparecen camiones de bomberos y pasan frente a Walter sin detenerse mientras él esconde el arma. José Miguel despierta con el ojo muy morado e hinchado y se reúne con Walter en medio de la carretera.
La primera experiencia de Walter cocinando metanfetamina acaba dejándolo totalmente cansado y aturdido, pero también revigorizado. De vuelta a casa, Walter tiene relaciones sexuales con Cielo como no lo hacía desde hace tiempo, lo cual hace que Cielo se pregunte si es realmente Walter el que está allí.

## Reparto

### Actores principales
- Diego Trujillo - Walter Blanco
- Roberto Urbina - José Miguel Rosas
- Sandra Reyes - Cielo Blanco
- Julian Arango - Henry Navarro
- Cony Camelo - Mariá Navarro
- Diego Garzon - Walter Blanco Jr.

### Actores invitados
- Patricia Castaño - La directora Carmen Molina
- Julio Pachon - Gómez
- Julio Sastoque - Ramiro
- - El Loco
- - Emilio Molina
- - Alumno irrespetuoso
- - Novia del alumno irrespetuoso

- Datos: Q56377230